# Nina – Diary of a Porn Star
Nina – Diary of a Porn Star ist ein französischer Dokumentarfilm von Thibault Staib aus dem Jahr 2007. Er folgt für einige Zeit dem Leben der damaligen Pornodarstellerin Sophie Malnatti alias Nina Roberts.

## Handlung

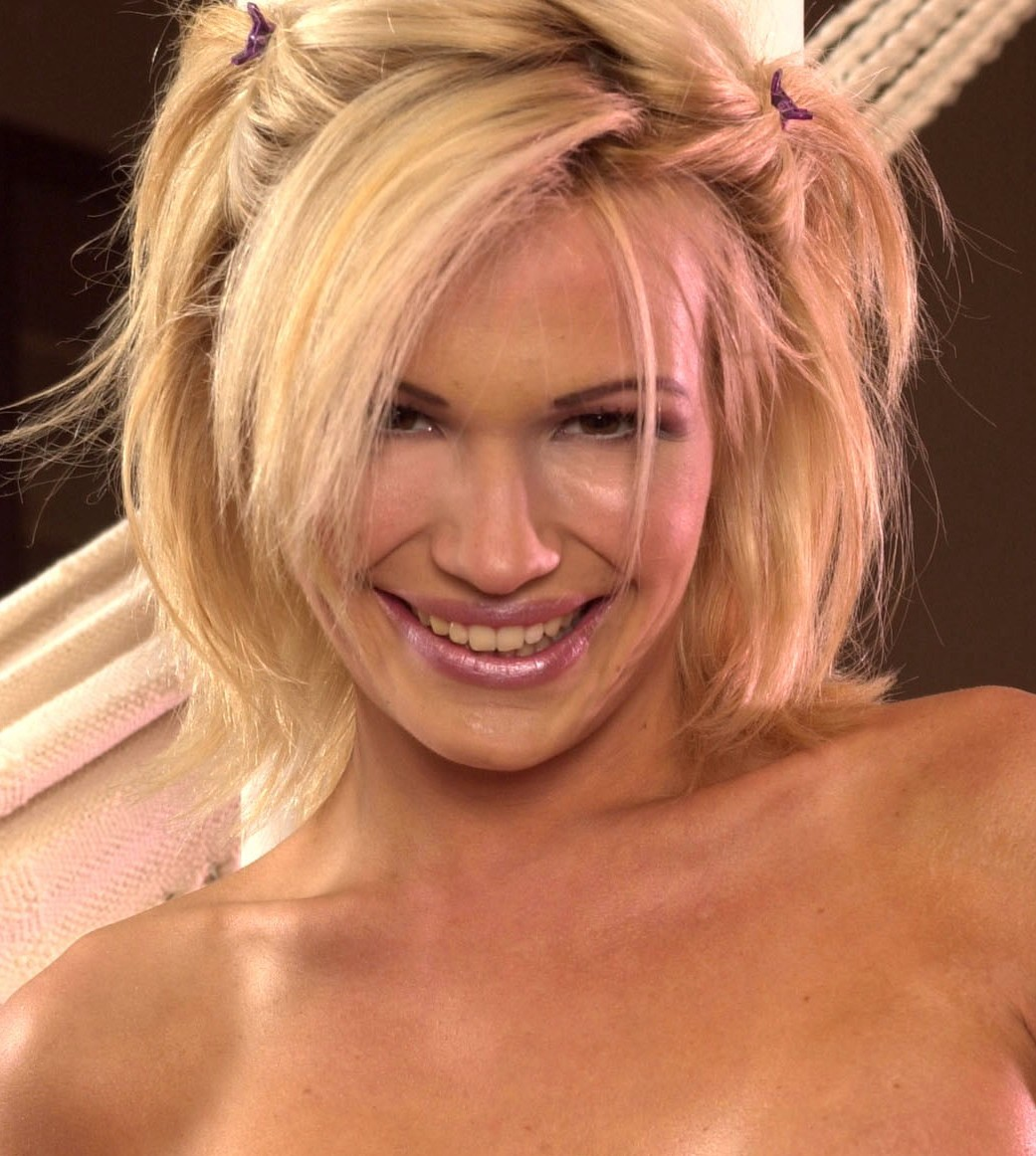
Sophie Malnatti als Nina Roberts, Beginn der 2000er Jahre

Die 23-jährige Sophie Malnatti befindet sich in einer Umbruchsphase in ihrem Leben. Die junge Frau, die mit Überzeugung in das Pornogeschäft eingestiegen war, bereitet zu dieser Zeit ihren Ausstieg aus dem Business vor und schreibt an einem autobiografischen Buch. Im Verlauf des Films zieht sie sich von den Filmdrehs zurück und tritt am Ende nur noch als Stripperin auf. In Gesprächen mit Regisseur Thibault Staib berichtet sie von ihrem Einstieg in das Geschäft, den sie als emanzipatorischen Akt begreift, von der Entwicklung dort, den negativen Aspekten, aber auch darüber, dass sie den Schritt nicht bereut.

## Hintergründe
Sophie Malnatti bietet in der Dokumentation einen seltenen Einblick in die beiden üblicherweise getrennt gehaltenen Welten des Berufes, den sie als ihr Alter Ego Nina Roberts lebt, und des Privatlebens als junge Mutter Sophie Malnatti. Dadurch, dass sich zwischen Malnatti und Staib im Verlauf der Drehzeit eine enge Vertrauensbindung entwickelt, gibt Malnatti sehr offene und intime Einblicke in ihr Seelenleben und ihr Gedankenwelt. Der Intimität zuträglich ist auch, dass Staib selbst mit einer Handkamera dreht und auf einen Drehstab verzichtet.

## Kritiken
Der Dokumentarfilm wurde von der Kritik weitestgehend positiv aufgenommen. Thibault Staib wird immer wieder dafür gelobt, dass er es schaffte eine Atmosphäre zu kreieren, in er sich Malnatti öffnette und ihre „brüchige Persönlichkeit“ […] „welche hinter dem Spannungsverhältnis aus Traum und Realität steckt“. „Daraus resultiert eine faszinierende, sehr intime und erhellende Dokumentation“. „Dokufilmer Thibault Staib schafft das Kunststück, am Beispiel des Pornostars Nina Roberts ohne Voyeurismus oder Wertung die ernüchternde Realität hinter der Glamourfassade der Sexindustrie zu zeigen.“